# Antonio Bosio
Antonio Bosio (ur. ok. 1575 w Birgu, zm. 6 września 1629 w Rzymie) – maltański archeolog, odkrywca szeregu katakumb rzymskich, prekursor archeologii chrześcijańskiej.

## Życiorys
Urodził się na Malcie w Birgu. W 1587 wraz z wujem Giacomo przyjechał do Rzymu. Giacomo był reprezentantem Rycerzy Maltańskich przy Stolicy Apostolskiej. Antonio studiował w Rzymie literaturę i filozofię w rzymskim kolegium jezuitów, a następnie jurysprudencję na La Sapienzy. Zafascynowany historią starożytną związał się z grupą humanistów rzymskich skupionych wokół Pompeo Ugonio i Alfonso Ciacconiego. Odkryte przypadkowo w 1578 podziemne cmentarzysko przy Via Salaria w Rzymie, wzbudziło wzrost zainteresowania katakumbami. Prawdziwe naukowe podejście do tematu wykazali obcy naukowcy: hiszpański dominikanin Alphonsus Ciacconus, antykwariusz Philips van Winghe oraz Jean L’Heureux z Lowanium. Żaden z nich nie myślał jednak o prowadzeniu następnych badań. Bosio rozpoczął systematyczne poszukiwania, stając się prekursowrem archeologii chrześcijańskiej, a jego prace znaczącą inspiracją dla Giovanniego Battisty de Rossiego. Antonio Bosio zauważył, że literatura wczesnochrześcijańska, jak akta męczenników czy dokumenty soborów mogą być użyteczne w oznaczaniu lokalizacji antycznych katakumb rzymskich. Badacz zbierał również informacje od lokalnej ludności. W ten sposób uważnie odszukiwał zasypane i zarośnięte zejścia do podziemi, w których wąskie galerie łączyły się w długie labirynty.
Wraz z Pompeo Ugonim Bosio odkrył 10 grudnia 1593 Katakumby Domitylli. Odkrywcy omal nie przypłacili odkrycia życiem. W następnych latach, prowadząc poszukiwania wzdłuż dróg konsularnych wychodzących z miasta, archeolog znalazł i zidentyfikował około 30 zespołów katakumbowych. Współpracowali z nim rysownicy, którzy archiwizowali odnalezione freski i sarkofagi. Ogromna część zgromadzonego przez Bosio materiału została opublikowana trzy lata po jego śmierci w dziele zatytułowanym Roma sotterranea (Rzym podziemny). Archeolog zmarł w Rzymie 6 września 1629. Giovanni Battista de Rossi, ojciec nowożytenej archeologii chrześcijańskiej, nazwał Bosio Krzysztofem Kolumbem podziemnego Rzymu. Część sarkofagów odnalezionych przez Antonio Bosio znajduje się w zbiorach Muzeów Watykańskich.

## Dokumentacja odkryć
Wyniki poszukiwań archeologa pozostawały nieznane aż do momentu ich opublikowania po jego śmierci. W 1632 wydano włoską wersję Rzymu podziemnego. Publikację objęli patronatem Kawalerowie Maltańscy oraz kardynał Francesco Barberini. Dzieło wydali oratorianie. W 1951 ukazała się łacińska wersja książki. Autor dołożył wszelkich starań, by dokładnie opisać odnalezione zespoły katakumb, ich lokalizację, strukturę, nazwę, pod którą były znane w czasach starożytnych, kto był ich fundatorem, jacy męczennicy i sławni chrześcijanie zostali w nich pochowani. Szereg identyfikacji Bosio było błędnych, ale i tak przysłużył się on w znaczący sposób do poznania antycznego chrześcijaństwa i archeologii okolic Rzymu. Jak na swoje czasy, jego metoda badawcza musi zostać uznana za naukową. Szereg ilustracji nie znajduje jednak uznania u współczesnych archeologów.
Nieszczęśliwą konsekwencją publikacji dzieła Bosio było wystawienie katakumb na niebezpieczeństwo działalności szabrowników i handlarzy antyków. Chociaż wiele informacji o stanie katakumb i jakości fresków w XVII wieku zachowało się dzięki publikacji odkrywcy, jednak ich część właśnie przez nią została bezpowrotnie utracona. Szereg odnalezionych przez Bosio katakumb zostało zniszczonych przez późniejsze budowle.
Pełny tytuł dzieła Bosio brzmi: Roma Sotterranea, opera postuma di Antonio Bosio Romano, antiquario ecclesiastico singolare de’ suoi tempi. Compita, disposta, et accresciuta dal M. R. P. Giovanni Severani da S. Severino (Rome, 1632).
W 1600 Bosio wydał Historia passionis b. Caeciliae virginis (historia męczeństwa św. Cecylii Rzymianki).